# Estádio Municipal Martins Pereira
Estádio Municipal Doutor Mário Martins Pereira ou Estádio Martins Pereira, é um estádio de futebol situado no município de São José dos Campos, São Paulo, onde mandam jogos as equipes do São José Esporte Clube e Clube Atlético Joseense. O estádio foi inaugurado em 1970 com capacidade para 16.500 pessoas. O nome é uma homenagem aos irmãos Nelson e Mário, fundadores do Esporte Clube São José. 
Em função das dívidas do clube, o estádio foi leiloado em 1975 e arrematado pela Urbam, que desde então é responsável pela sua administração e manutenção.
Em 2013 o estádio passou por uma modernização significativa, mudando a entrada principal, com nova fachada, construindo novos e amplos vestiários para os jogadores e arbitragem, sala médica, sala para exames anti-doping, novas instalações para imprensa, duas áreas VIPs, amplo estacionamento, quatro novos e amplos sanitários para o público, além de quatro novas lanchonetes. O gramado foi completamente reformado, atendendo as recomendações da FIFA.  
As arquibancadas também tiveram modificações. Além da cobertura instalada nos dois lados, a capacidade máxima de torcedores foi readequada de acordo com as normas do Corpo de Bombeiros para 12.234 torcedores. 
A reinauguração do Estádio Martins Pereira aconteceu em Julho de 2014 , mas antes mesmo do ato oficial, o Santos FC estreou as novas instalações do Estádio Martins Pereira. A equipe da baixada santista treinou cerca de 10 dias no período da Copa do Mundo 2014, pois suas instalações de treinamento estavam sendo utilizadas por seleções.  
Em 2014 o estádio Martins Pereira recebeu o Campeonato Mundial Universitário de Rugby Seven, Copa Libertadores Feminino, onde a equipe do São José E.C sagrou-se Tricampeã, Copa Paulista de Futebol, Campeonato Paulista de Rugby 7´s masculino e feminino, Campeonato Brasileiro de Rugby 7´s e o amistoso da seleção brasileira de Rugby contra a seleção do Paraguai.

## Eventos marcantes
- O estádio no final dos anos 1960, na rua Antonio Saes, também era Estádio Martins Pereira, denominação atribuída no dia 15 de Novembro de 1942, tinha a capacidade máxima de apenas 5.000 pessoas. A construção do estádio começou em 1968. Durante a construção, o time de futebol da cidade estava desativado.
- O jogo de inauguração foi jogado em 15 de Março de 1970, com Atlético Mineiro contra Internacional 1 a 0. O primeiro gol do estádio foi do jogador do Atlético Mineiro Dadá Maravilha.
- Em 22 de março de 1970, o São José Esporte Clube, jogou pela primeira vez no estádio. São José e Nacional, resultado: o São José perdeu por 1 a 0.
- Em 11 de agosto de 2019, a maior goleada foi: São José contra Matonense de Matão, resultado: 10 a 0.[1]
- O recorde atual de pessoas extra-oficial é de 19.000, em 11 de Maio de 1997, quando São José jogou contra São Paulo e o resultado foi 1 a 1.[2]
- Um dos recordes de capacidade que ainda está em debate, é 25.000 pessoas, em 20 de Janeiro de 2007, quando o São José perdeu de 6 a 2 para o Cruzeiro, em uma partida válida pela Copa São Paulo de Futebol Júnior de 2007.[3]